# Мато Грацић
Мато Грацић (Прожура, 18. децембар 1865 — 12. април 1944, Дубровник) по националном опредељењу Србин а, а по вероисповести католик, био је доктор правник наука, адвокат, бродовласник, власник хотела и девет стамбених зграда у Дубровнику, власник две трећине земљишта на Лападу, банкарски ревизор, власник Српске дубровачке штампарије, главни финансијер Матице српске у Дубровнику, Задруге Срба привредника у Дубровнику, Дубровачког српског певачког друштва, издавач часописа „Дубровник“ и „Срђ“, оснивач и старешина Соколског удружења „Душан Силни“ у Дубровнику, оснивач дубровачког трамваја, власник фабрике „Сигнал“ у Београду, велики добротвор и заштитник свих удружења Срба-римокатолика у граду под Срђем и велики финансијер српских политичких странака у Хрватској, с краја 19. и с почетка 20. века.

## Живот и каријера
Рођен је 18. децембра 1865. године у селу Прожура на острву Мљет од оца Мата Грацића и мајке Марије, рођене Брзица. На простору острва Мљет и Дубровника његова породица била је један од већих земљопоседника до почетка Првог светског рата.
Након завршетка Првог светског рата највећи део земље породице Грацић је одузет приликом аграрне реформе. За одузете поседе исплатили су им накнаду у новцу, а сељацима, који су били у колонатским односима, једној врсти закупа, та земља је додењена бесплатно.
После сарајевског атентата и погрома Срба и свега што је било српско у Дубровнику, др Мато Грацић је ухапшен, злостављан и затворен у тадашњи хотел, у Гружу, у близини железничке станице, власништво Србина католика Вицка Кисића, преуређеног у затвор. Као један од талаца Мато је био приморан да прати поморске и железничке транспорте, и тиме својим животом гарантује безбедност аустроугарских транспорта и конвоја.
Након хапшења и талачког робијања, 1914. године растао се од супруге Луисе и преселио се код своје сестре Маре, удате Уцовић у кућу, данас у улици Од пуча број 18 у Дубровнику и ту је живео повремено, а повремено у Београду до краја живота.
По Завршетку Првог светског рата и пада Аустрогурске царевине Грацић се нашао у Краљевини Срба, Хрвата и Словенаца, у којој је од 1920. године често боравио код свог сина Срђана који је био директор фабрике „Сигнал“ (у већинском власништву Мата Грацића), који је поседовао доста некретнина – кућа и у Београду.
Како је у међувремену наследио велике поседе земље на Мљету, и другу имовину од његовг стрица бродовласника у Трсту. Мато Грацић иако је био адвокат није имао потребу да настави да ради у канцеларији, јер је био велепоседник (рентијер). Имао је велико имање у Лападу (две трећине Лапада) и најмање девет стамбених зграда, укључујући и дворац на Путу Светог Михајла на Батали.
Заједно са другим дубровачким Србима католицима Мато Грацић се 1939. године, поново нашао у немилости нових власти, након припајања Дубровника Хрватској. Како је био изложен сталном политичком удару и прогону, од стране челника новостворене Бановине Хрватске, да би се заштитио од даљег прогона Мато је дуже време живео у Београду где је пријавио пребивалиште и адвокатску канцеларију.
Почетак Другог светског рата затекао га је у Дубровнику, у коме су убрзо од стране усташа НДХ уследили прогони и страдања Срба. Мато је као Србин затваран и мучен. Након једног од тих мучења преминуо је 12. априла 1944. године у Дубровнику.

## Дело
Др Мато Грацић је био човек савремених идеја чијом је реализацијом увећавао постојеће богатство. Након што је докторирао право у Бечу, посветио се бизнису и непрестано увећава постојеће богатство. Инвестирао је у тада нове технологије – изградњу трамваја у Дубровнику, производе у електронској и радио индустрији и некретнине, што је за то историјско раздобље било од иузетног значај.
Поред бизнису, готово цео живот др Мато Грацић је посветио и јачању српскокатоличког покрета у Дубровнику, у то време респекатабилног културног и политичког правца са препознатљивим националним, културним утемељењима и изузетне интелектуалне снаге.
Своје доброчинство исказао је као финансијер Матице српске у Дубровнику, Задруге Срба привредника у Дубровнику, Дубровачког српског певачког друштва, издавач часописа „Дубровник“ и „Срђ“, оснивач и старешина Соколског удружења „Душан Силни“ у Дубровнику и заштитник свих удружења Срба-римокатолика у граду под Срђем али и велики финансијер српских политичких странака у Хрватској.

## Супротстављени ставови
И поред великих заслуга за Српски народ годинама су бројни хрватски историчари, како они наклоњени комунистичким идејама тако и они из деснице, покушавали су да оспоре лик и дело др Мате Грацића, Међу њима су били и неки Срби који су мислили да Срби католици нису могли да буду Срби јер нису православне вере!
При томе су заборавили да су Срби који су живели на простору Дубровника и дубровачко залеђа и целе Босна и Херцеговине били аутохтоно становништво, једним делом православне вере, коју су услед агресивне католичке кампање, били приморени да промене веру, и тиме испоштују дуго уврежено правило да у Дубровнику становници морају бити искључиво римокатоличке вере.
По завршетку Другог светског рата, породици овог истакнутог хуманитарца, борца за слободу и очување српске традиције,
Године 1947. по одлуци Првог среског суд за Београд конфискована је сва имовина, а он је проглашен ратним злочинцем и то без спровођења било каквог кривичног поступка...зато што је у хотелу „Пошта“ у Дубровнику „окупљао четничке главешине и „деловао као народни непријатељ.
Ову неправду исправио је Виши суд у Београду, који је својом пресудом од 23. новембра 2015, године рехабилитовао др Мату Грацића, као вођу и главног финансијера покрета Срба римокатолика и њихових спортских, културно-уметничких и политичких организација у прошлом веку.